# Ратманська Нехама Іцківна
Ратманська Нехама Іцківна (1916—1991) — радянський український режисер з монтажу. Нагороджена медалями.

## Біографічні відомості
Народ. 5 листопада 1916 р. З 1932 р. працювала на Київській кіностудії ім. О. П. Довженка асистентом режисера з монтажу.
Була членом Спілки кінематографістів України.
Померла 18 травня 1991 р. в Києві.

## Фільмографія
Брала участь у створенні стрічок:
- «Олександр Пархоменко» (1942)
- «Два бійці» (1943)
- «Бойова кінозбірка № 12» (1942)
- «Зигмунд Колосовський» (1945)
- «Щедре літо» (1950)
- «Максимко» (1953)
- «Командир корабля» (1954)
- «Тривожна молодість» (1954)
- «Матрос Чижик» (1955)
- «Море кличе» (1955)
- «Мальва» (1956)
- «Шельменко-денщик» (1957)
- «Штепсель одружує Тарапуньку» (1957)
- «Радість моя» (1962)
- «Новели Красного дому»
- «У мертвій петлі» (1963)
- «Карти» (1964)
- «Немає невідомих солдатів» (1965)
- «їх знали тільки в обличчя» (1966)
- «Карантин» (1968)
- «Чи вмієте ви жити?» (1970)
- «Інспектор карного розшуку» (1971)
- «Адреса вашого дому» (1972)
- «Будні карного розшуку» (1973)
- «Анна і Командор» (1974)
- «Народжена революцією» (1972—1977, т/ф, 4—8 с)
- «Твір на вільну тему»
- «Мій генерал» (т/ф, 2 с)
- «Поїздка через місто» (1978, т/ф)
- «Ярослав Мудрий» (1981, 2 с.) та ін.